# Рооснаська сільська рада
Ро́оснаська сільська рада (ест. Roosna külanõukogu, рос. Рооснаский сельский совет) — сільська рада в Естонській РСР, адміністративно-територіальна одиниця в складі повіту Ярвамаа (1945—1950) та Тапаського району (1950—1954).

## Історія
8 серпня 1945 року на території волості Амбла у Ярваському повіті утворена Рооснаська сільська рада з центром у селі Роосна.
26 вересня 1950 року, після скасування в Естонській РСР повітового та волосного поділу, сільська рада ввійшла до складу новоутвореного Тапаського сільського району.
17 червня 1954 року в процесі укрупнення сільських рад Естонської РСР Рооснаська сільська рада ліквідована. Її територія склала східну частину Амбласької сільської ради.